# Sisena expedició de Tamerlà al Mogolistan (1383)
La sisena expedició de Tamerlà al Mogolistan de 1383 fou una expedició militar enviada pel gran conqueridor (que no hi va participar personalment) contra el kan Kamar al-Din. Era la sisena vegada que Tamerlà atacava el kanat de Mogolistan.
Timur havia fet la darrera expedició al Mogolistan el 1377; després pràcticament no hi havia hagut conflictivitat, però el 1383 es van tenir notícies de desordres i Timur va decidir enviar un exèrcit sota comandament de Mirza Ali amb ordres especials de combatre a Kamar al-Din. Tot seguit Tamerlà, que passava el hivern a Transoxianam es va traslladar a Kish. Una vegada al Mogolistan la tribu behrin va emboscar a Mirza Ali i els va derrotar, saquejant tota l'expedició i obligant a aquesta tornar a Samarcanda.
Timur va enviar aleshores a Shaikh Ali Bahadur, Saif al-Malik, Atilmish i Arghun Shah Eshtashi, però va passar un cert temps sense notícies seves i aleshores Tamerlà hi va enviar deu mil cavallers sota comandament de Jahan Shah Yaku, Shams al-Din, Utx Kara, Eltxi Bugha i Santamaura Bahadur. Quan aquests van arribar a Atakom es van trobar amb el primer grup que havia trobar als Behrin, els havia derrotat i havia fet molts presoners i esclaus. Jahan Shah va ordenar a la tropa reunir-se als deu mil per anar a combatre a Kamar al-Din. El van buscar intensament però no van aconseguir trobar-lo i van haver de tornar a Samarcanda a la tardor.